# Batyr Babaýew
Batyr Babaýew (21 agosto 1991) è un calciatore turkmeno, portiere dell'Ahal e della nazionale turkmena.

## Carriera

### Club
Ha giocato nella prima divisione turkmena.

### Nazionale
Con la nazionale turkmena ha preso parte alla Coppa d'Asia 2019.